# بشر بن عبد الملك
بشر بن عبد الملك بن عبد الجن الكندي أخو أكيدر بن عبد الملك ملك دومة الجندل في عصر ما قبل النبوة. يعود الفضل إلى بشر بن عبد الملك في نقل الخط العربي الشمالي (خط الجزم) إلى شبه الجزيرة العربية والحجاز ومكة، فقد علَّم بعض سادتها الخط العربي الشمالي بعدما كانوا يكتبون بالخط العربي الجنوبي المسند.

## التاريخ
عن عَبَّاس بْن هِشَام بْن مُحَمَّد السائب الكلبي، عن أبيه، عن جده، وعن الشرقي بن القطامي، قال في مختصر الرواية: كان بشر بن عبد الملك أخو أكيدر بن عبد الملك بن عبد الجن الكندي صاحب دومة الجندل يأتي الحيرة فيقيم بها الحين، وكان نصرانيًا، فتعلم بشر الخط العربي من أهل الحيرة، ثُمَّ أتى مكة في بعض شأنه فرآه سُفْيَان بْن أمية بْن عَبْد شمس وأبو قيس بْن عَبْد مناف بْن زهرة بْن كلاب يكتب ، فسألاه أن يعلمهما الخط فعلمهما الهجاء ثُمَّ أراهما الخط فكتبا ثُمّ أن بشر وسُفْيَان وأبا قيس أتوا الطائف في تجارة ، فصحبهم غيلان بْن سلمة الثقفي فتعلم الخط منهم وفارقهم بشر ومضى إِلَى ديار مصر فتعلم الخط منه عَمْرو بْن زرارة ابن عدس فسمى عَمْرو الكاتب، ثُمَّ أتى بشر الشام فتعلم الخط منه ناس هناك وتعلم الخط منَ الثلاثة الطائيين أيضا رجل من طابخة كلب فعلمه رجلا من أهل وادي القرى فأتى الوادي يتردد فأقام بها وعلم الخط قوما من أهلها.
ولذلك قال رجل كندي من أهل دومة الجندل يمنَّ على قريش بذلك: